# Referéndum constitucional de San Pedro y Miquelón de 1958
Un referéndum constitucional para aprobar una nueva constitución en Francia tuvo lugar en San Pedro y Miquelón el 28 de septiembre de 1958 como parte de un referéndum más amplio realizado en la Unión Francesa. La nueva constitución vería al país volverse para de la nueva Comunidad Francesa de ser aprobada, o resultaría en la independencia si era rechazada. La constitución fue aprobada por el 98,06% de los electores.

## Resultados
| Elección                            | Votos | %     |
| ----------------------------------- | ----- | ----- |
| A favor                             | 2 325 | 98,06 |
| En contra                           | 46    | 1,94  |
| Votos en blanco/nulos               | 227   | –     |
| Total                               | 2 598 | 100   |
| Electores registrados/participación | 2 802 | 92,72 |
| Fuente: Direct Democracy            |       |       |